# Frans Göbel
Frans Christiaan Cornelis Göbel (Ámsterdam, 11 de julio de 1959) es un deportista neerlandés que compitió en remo. Ganó tres medallas en el Campeonato Mundial de Remo entre los años 1988 y 1990.

## Palmarés internacional
| Campeonato Mundial | Campeonato Mundial   | Campeonato Mundial | Campeonato Mundial      |
| Año                | Lugar                | Medalla            | Prueba                  |
| ------------------ | -------------------- | ------------------ | ----------------------- |
| 1988               | Milán (Italia)       | Medalla de plata   | Scull individual ligero |
| 1989               | Bled (Yugoslavia)    | Medalla de oro     | Scull individual ligero |
| 1990               | Tasmania (Australia) | Medalla de oro     | Scull individual ligero |